# Joncret
Joncret is een dorp in de Belgische provincie Henegouwen, en een deelgemeente van de Waalse gemeente Gerpinnes.
Joncret was een zelfstandige gemeente, tot die bij de gemeentelijke herindeling van 1977 toegevoegd werd aan de gemeente Gerpinnes.

## Demografische ontwikkeling
- Bronnen:NIS, Opm:1831 tot en met 1970=volkstellingen, 1976= inwoneraantal op 31 december

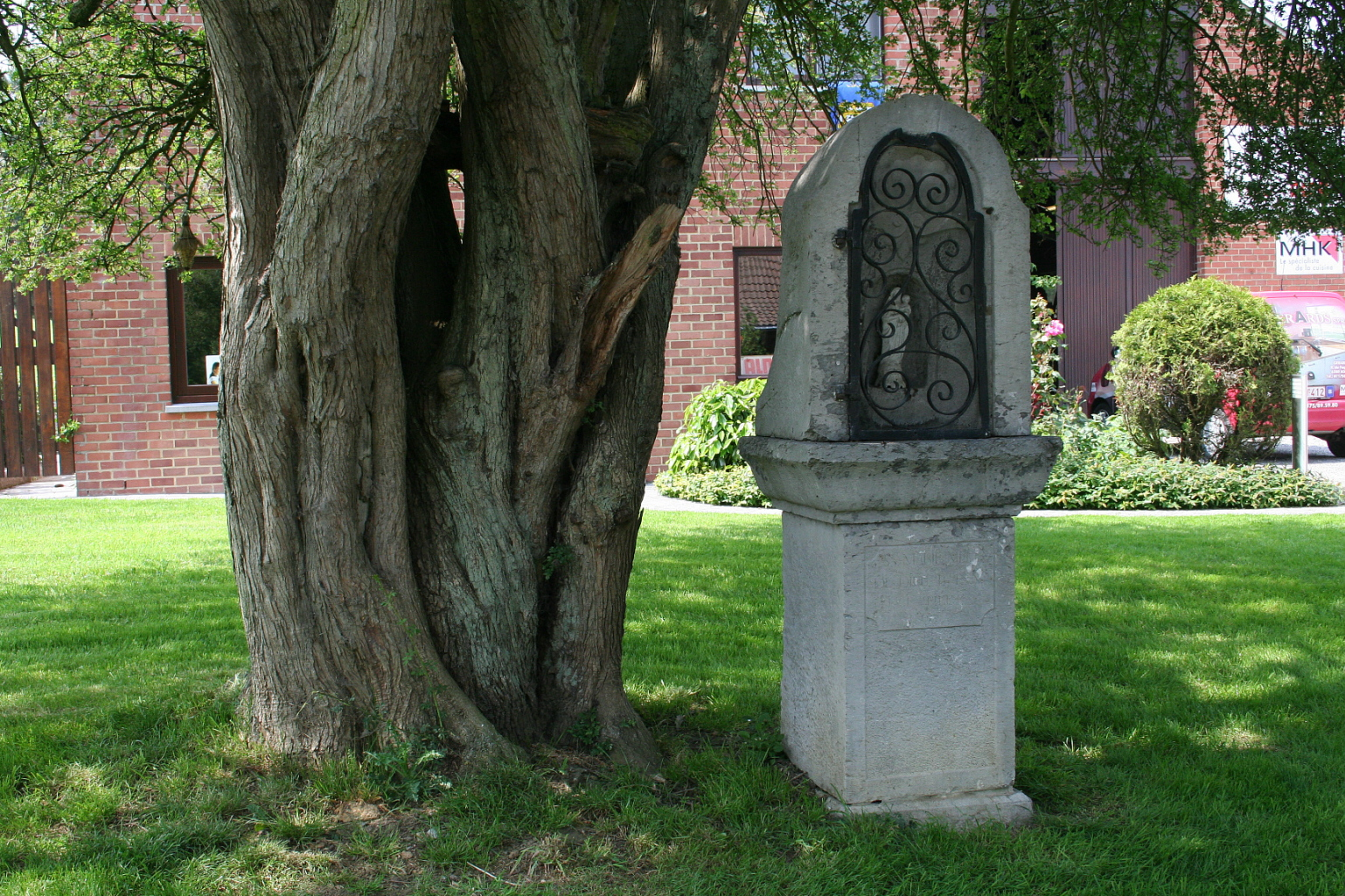
Kapel.